# 전북베이커리고등학교
전북베이커리고등학교(全北베이커리高等學校)는 대한민국 전북특별자치도 부안군 행안면 신기리에 있는 공립 고등학교이다.

## 학교 연혁
- 1951년 8월 31일 : 부안농림고등학교 설립 인가
- 1951년 10월 5일 : 개교
- 1965년 3월 20일 : 부안중학교와 분리
- 1990년 6월 14일 : 부안농공고등학교로 교명 변경(기계과 3학급 신설 인가)
- 2007년 9월 1일 : 부안제일고등학교로 교명 변경
- 2009년 12월 5일 : 수송 건설기계분야 특성화고 지정
- 2013년 10월 2일 : 춘헌관 준공(학생 기숙사 및 급식실-지상 3층 규모)
- 2014년 1월 27일 : 특수학급 2학급 승인
- 2022년 3월 1일 : 제23대 안영태 교장 부임
- 2024년 2월 7일 : 제71회 졸업(졸업생수 16명, 총합계 9,382명)
- 2024년 3월 1일 : 전북베이커리고등학교로 교명 변경
- 2024년 3월 1일 : 1,2학년 카페베이커리과 각 1학급 3학년 식품가공과 1학급 편제
- 2024년 3월 4일 : 2024학년도 신입생 입학(1학급 15명)

## 설치 학과
- 식품가공과
- 카페베이커리과

## 참고 자료
- 전북베이커리고등학교 - 한국교육학술정보원 학교알리미